# Screamers
Screamers – film dokumentalny o przypadkach ludobójstwa w XX wieku. Począwszy od zagłady Ormian w 1915 roku, przez holokaust, Bośnię i Rwandę, a wszystkie widziane oczyma członków zespołu muzycznego System of a Down. Film wyreżyserowała Carla Garapedian (dziennikarka BBC World News), która towarzyszyła grupie podczas tournée i wraz z nimi odwiedzała miejsca tragedii.
Punktem wyjścia jest historia 96-letniego dziadka wokalisty Serja Tankiana, który przeżył eksterminację Ormian w Turcji. Soundtrack filmu stanowi muzyka zespołu System of a Down.